# ダグル・シグルドソン
ダグル・シグルドソン（Dagur Sigurðsson、1973年4月3日 - ）は、アイスランドのレイキャヴィーク出身の元ハンドボール選手、指導者。元アイスランド代表キャプテン。かつて、ハンドボール日本男子代表の監督を務めていた。

## 来歴
アイスランドではレイキャヴィークのヴァルル・レイキャヴィーク（is:Knattspyrnufélagið_Valur）に所属、5度のリーグ優勝に貢献した。1996年、ドイツ・ヴッパータールにある当時2部リーグのLTVヴッパータール（de:LTV Wuppertal）に移籍、ポストバックとして1部リーグ昇格に貢献した。2000年から日本リーグの湧永製薬（ワクナガレオリック）に移籍、全日本実業団選手権優勝に貢献した。
一方、代表ではキャプテンとして100試合以上出場、1997年世界選手権5位、2002年欧州選手権4位、2004年アテネ五輪9位に貢献した。
2003年からオーストリア・ブレゲンツのA1ブレゲンツ（de:A1 Bregenz）に選手兼任コーチとして在籍、数々の勝利に導いた。2007年からヴァルル・レイキャヴィークに戻り選手兼任監督として活躍。2008年3月からオーストリア代表監督と兼務した。
2009年、ベルリンにあるドイツ1部、フュクセ・ベルリンの監督に就任。その後、2014年から3年間ハンドボールドイツ男子代表監督を務める。
2017年よりハンドボール日本男子代表監督に就任したが辞任し、2024年2月29日にハンドボールクロアチア男子代表の監督に就任した。